# Softarg
Softarg – targi oprogramowania i sprzętu komputerowego organizowane od 1979 do 2000 roku w Katowicach, najstarsze i przez pewien czas jedyne targi branży informatycznej w Polsce.
Pierwsza edycja targów była zorganizowana przez katowicki Ośrodek Postępu Technicznego (OPT) i jest uznawana za pierwsze targi oprogramowania w Europie Wschodniej (według ówczesnej nomenklatury - w krajach demokracji ludowej). Była to impreza dla przedstawicieli państwowych instytucji prowadzących obliczenia komputerowe. Prezentowane produkty były poddane ocenie, a najlepszym przyznano nagrody targowe.
Kolejna edycja (II), również organizowana przez OPT, miała miejsce dopiero w 1986 roku, w zupełnie innej sytuacji politycznej, gospodarczej i technicznej. Wystawiało się więcej niż ponad 100 przedsiębiorstw, w tym po raz pierwszy niepaństwowych, prezentowano prawie 600 programów na komputery RIAD-IBM System/360/370, Odra, Mera. Ponadto wystawiano sprzęt mikrokomputerowy – IBM PC, Commodore 64, ZX Spectrum. Przyznano cztery nagrody I stopnia w trzech kategoriach, 3 drugie, 4 trzecie i 15 wyróżnień. Na tej edycji zapowiedziano rozszerzenie formuły imprezy na międzynarodową.
Dla następnej edycji (III) we wrześniu 1988 r. przygotowano katalog wystawianych na targach programów. Była to trzytomowa edycja z opisami 1074 programów polskiej produkcji. Katalog stanowił pierwszy polski taki spis i przez pewien czas był jedynym kompendium wiedzy o rodzimym oprogramowaniu.
Edycja z 1990 roku (IV) była słabsza liczebnie –  skupiła mniej firm i produktów (odpowiednio około 50 i 320).
Od roku 1991 targi były organizowane corocznie. Edycja V (1991 r.) odwróciła tendencję spadkową, wystawiło się ponad 100 przedsiębiorstw i firm, zaprezentowano około 340 programów, z których znaczną liczbę stanowiły produkty do obsługi biura, ze zmniejszoną liczbą programów dla potrzeb edukacji, technologii i produkcji.
Od edycji X (1996 r.) ponownie zanotowano tendencję spadkową popularności targów – odpowiednio wystawiało się firm: 340 (1996 r.), 240 (1997 r. – ta edycja posiadała patronat PTI), mniej niż 200 (1998 r.). W tym czasie Softarg już utracił pozycję jedynych targów informatycznych w Polsce – oprócz poznańskiego Infosystemu były organizowane warszawskie Komputer Expo. Edycji XII (1998 r.) towarzyszyły opinie o już lokalnym, a nie ogólnokrajowym charakterze imprezy.
Ostatnią odnotowaną była edycja z roku 2000, z niejednolicie podawanym numerem (XIV/XV).